# 호안끼엠군
호안끼엠군(Quận Hoàn Kiếm / 郡還劍)은 베트남 하노이의 행정 구역이다. 호안끼엠호, 터틀 타워, 하노이 오페라 하우스 등이 여기에 있다.

## 개요
호안끼엠 지구는 하노이의 도심이자, 상업 중심지이다. 베트남 최대의 공기업과 은행 본사가 대부분 여기에 위치하지만, 중앙 정부 사무소는 바우디뉴 지역(때때로 프랑스 쿼터라고 함)에 있다. 하노이 시위원회는 호안끼엠호에 인접한 딘티엔호앙 거리에 위치하고 있다.
이 지역은 하노이의 오랜 역사를 목격해 왔다. 리 왕조 초기에, 545년 리남데(Lý Nam Đế, 李南帝) 황제는 그의 야영지에 정착했고, 토리치 강에 목조 뗏목을 건설하여 리앙 왕조의 침략을 방어했다.

## 행정구역
호안끼엠은 18개의 프엉(坊)을 관할하고 있다.
- 쯔엉즈엉도 (Chương Dương Độ / 章陽渡)
- 끄아동 (Cửa Đông / 𨷶東)
- 끄아남 (Cửa Nam / 𨷶南)
- 동쑤언 (Đồng Xuân / 同春)
- 항박 (Hàng Bạc / 行鉑)
- 항바이 (Hàng Bài / 行𦃿)
- 항보 (Hàng Bồ / 行蒲)
- 항봉 (Hàng Bông / 行芃)
- 항부옴 (Hàng Buồm / 行帆)
- 항다오 (Hàng Đào / 行桃)
- 항가이 (Hàng Gai / 行荄)
- 항마 (Hàng Mã / 行馬)
- 항쫑 (Hàng Trống / 行𪔠)
- 리타이또 (Lý Thái Tổ / 李太祖)
- 판쭈찐 (Phan Chu Trinh / 潘周楨)
- 푹떤 (Phúc Tân / 福新)
- 쩐흥다오 (Trần Hưng Đạo / 陳興道)
- 짱띠엔 (Tràng Tiền / 長前)